# 国民革命军阵亡将士公墓
南京国民革命军阵亡将士公墓是民国时期的国殇墓园，于1931年至1935年间建于灵谷寺旧址上，坐落在南京东郊紫金山南麓东侧，西邻中山陵，占地约1平方公里。中华人民共和国建国后改为“灵谷公园”。

## 公墓建筑
建筑以墓门、牌坊、祭堂、第一公墓、纪念馆、纪念塔等建筑构成南北一公里长的中轴线，两边对称分列第二公墓和第三公墓，葬有1,029名国民革命军阵亡官兵，多数是北伐及一二八事變中陣亡的将士。 

### 墓门
墓门为仿古建筑，歇山式屋顶覆绿色琉璃瓦，下辟三拱门，门额题“国民革命烈士之祠”，左右筑红色墙垣，两端再辟一个偏门，正门前有一对石狮。原为明代灵谷寺的金刚殿，毁于清初战火，光绪年间重建，成为灵谷寺大门，俗称“红山门”。造墓时改建为公墓大门。

### 牌坊

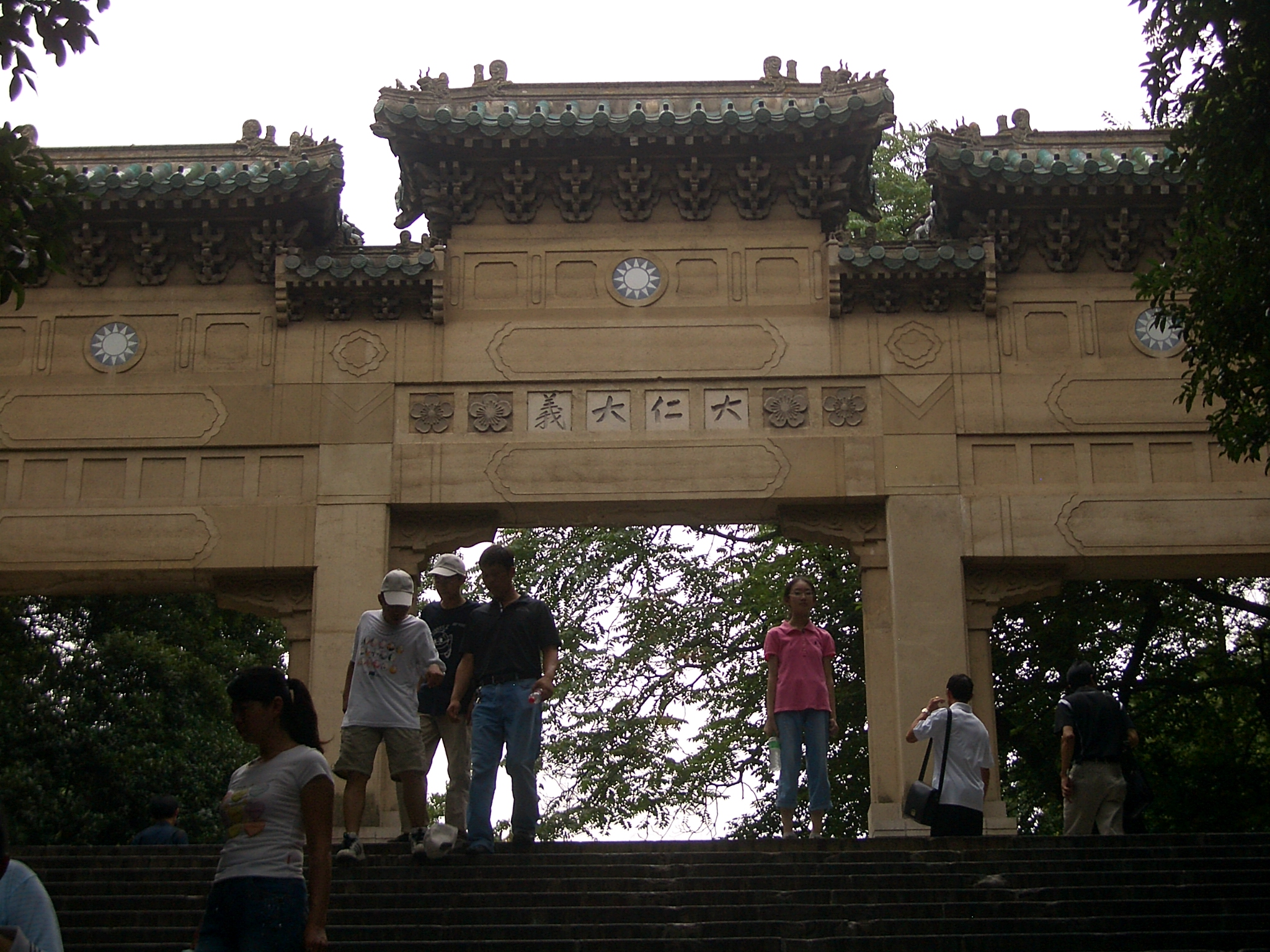
牌坊正面，正面额题“大仁大义”

阵亡将士牌坊共分五间，建于42层石阶之上，台基面宽32.7米，进深16.6米，牌坊高10米，钢筋水泥构筑，外镶花岗石，仿造中国传统木结构建筑形式，顶覆绿色琉璃瓦，饰有水泥脊兽，斗拱三级，四角起翘，十分壮观。牌坊正面题“大仁大义”，背面题“救国救民”，均由中國國民黨元老张静江题写。门额上均饰有瓷中國國民黨黨徽。牌坊前设有一对石兽。此处原是明代灵谷寺的天王殿旧址，清代毁后曾重建，改为大雄宝殿。建公墓时拆除。

### 祭堂

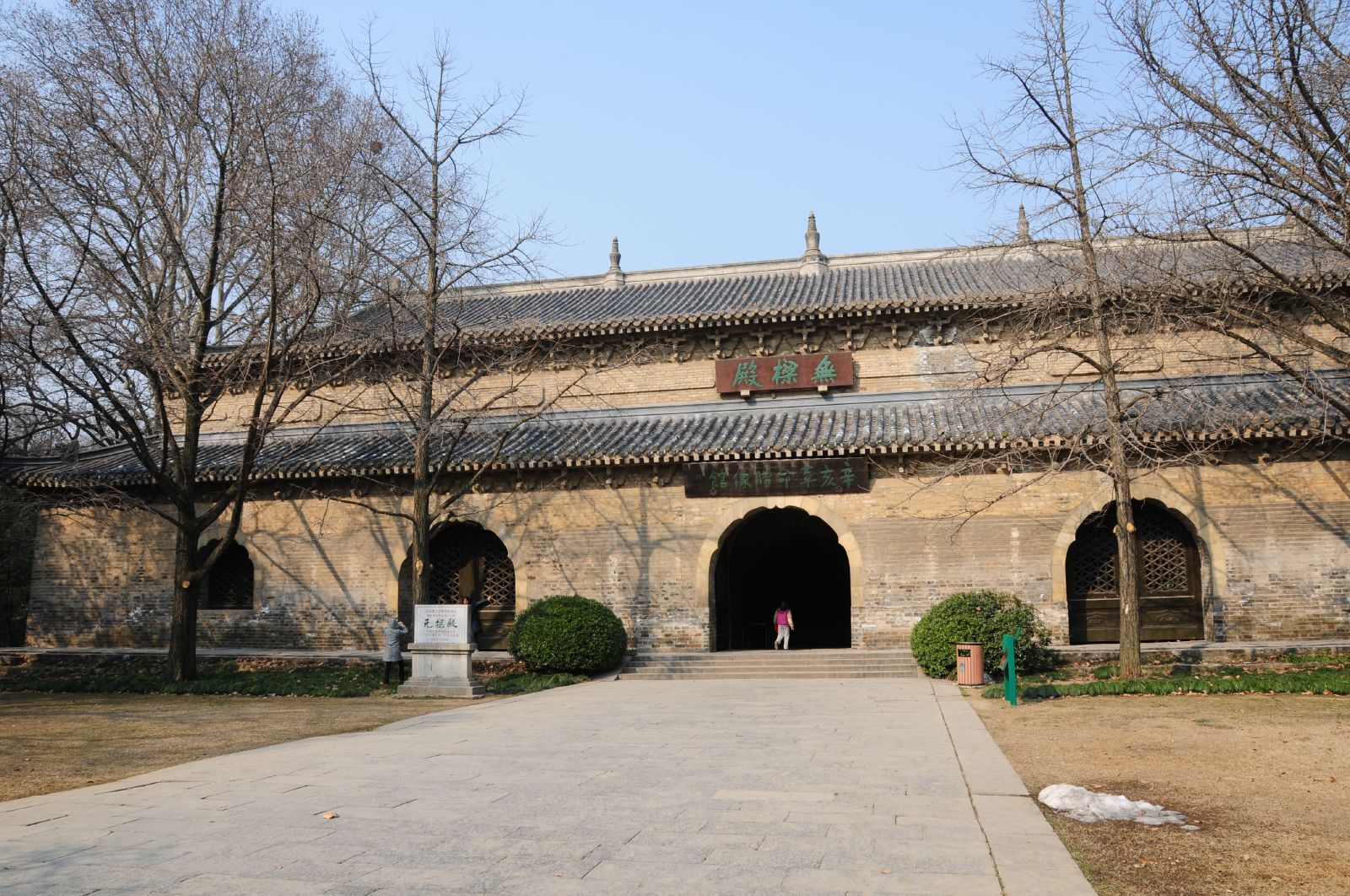
无梁殿，公墓祭堂

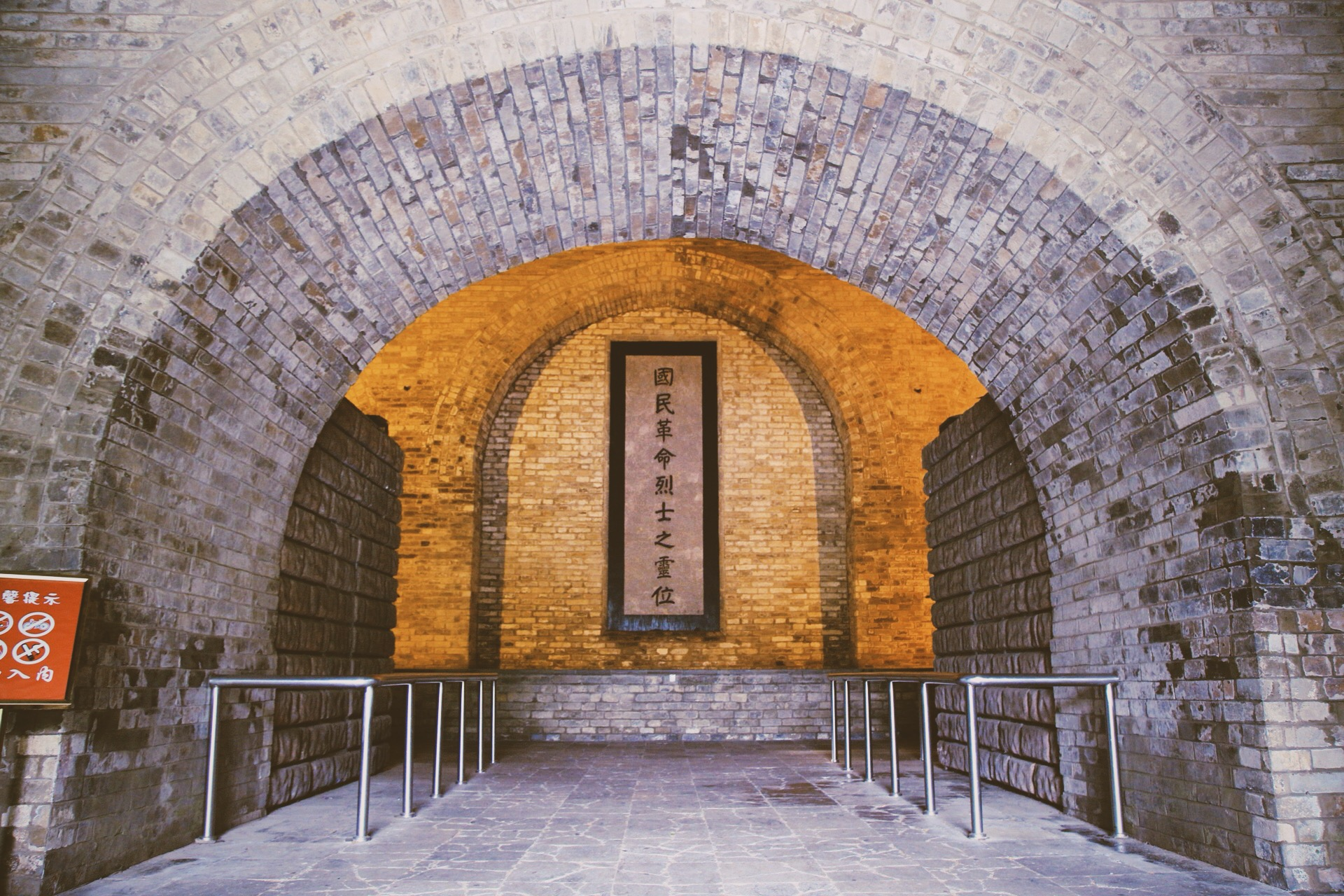
南京灵谷寺内“国民革命烈士之灵位”碑

祭堂由建于1381年（明洪武十四年）的建筑无梁殿改造而成。无梁殿原名“无量殿”，因殿内供有无量寿佛得名，为砖石拱券结构，无梁，故俗称“无梁殿”。整修花费经费12万元，虽经大修但整体结构未变，定名“正气堂”。
殿东西长50米，南北进深34米，重檐九脊，五间三进。正堂中央奉有“国民革命烈士之灵位”，两边是“国父遗嘱”和“国歌”碑刻；四周内壁上嵌有110块黑色大理石碑，上刻国民革命军阵亡将士姓名、所属部队和军阶，其中1至61块石碑刻1926年至1930年北伐期间阵亡的北伐军将士名单，61至67块石碑上刻1931年一·二八事变中阵亡的第十九路军将士名单，67至110块石碑上刻1931年至1933年华北抗战中阵亡的各部将士名单，共刻阵亡将士33,224名，全文十六萬五千余字，是中国历史上规模最大的阵亡者名录碑刻。现辟为辛亥革命名人蜡像馆，为江苏省文物保护单位。

### 公墓

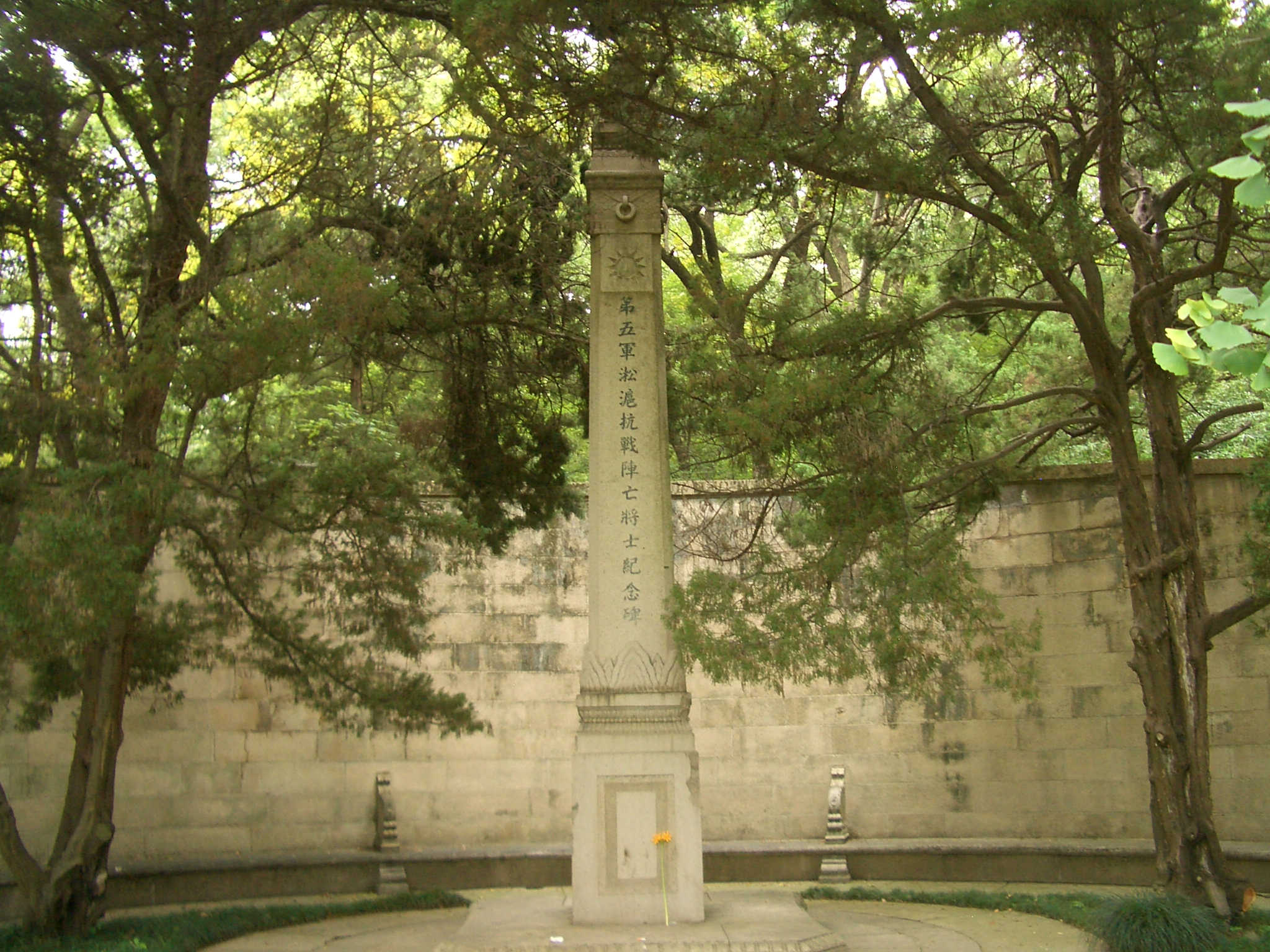
第五军淞沪抗战阵亡将士纪念碑

第一公墓在祭堂后，广达9,000多平方米，原为灵谷寺五方殿的旧址，建墓时筑起花瓣形半圆围墙，内辟蛛网式小路，分列墓穴。每位墓穴上置有石碑，上刻序号，阵亡者姓名、军阶、阵亡地点和时间。在花瓣形墙前，竖有一对立柱式花岗石纪念碑，碑上分别刻“第十九路军淞沪抗战阵亡将士纪念碑”和“第五军淞沪抗战阵亡将士纪念碑”。
祭堂东西两端约400米处，是第二和第三公墓，其形式与第一公墓相同。三个公墓共葬入1,029名阵亡者，多数是北伐战争及淞沪抗战中牺牲的将士。当时由于阵亡将士之多，公墓没能全部容纳，采取以师为单位，用抽签方法，从每一军阶将士中抽一名代表安葬。现为南京市“抗日战争历史教育基地”。
其中第二公墓在1957年成为邓演达的墓地，至今仍为爱国主义教育基地；而第三公墓曾在1947年到1951年成为军统局长戴笠的墓地，後戴笠墓在1951年被平毁，只有废弃的墓碑还有钢筋混凝土遗址还在原地。

### 纪念馆
国民革命军阵亡将士纪念馆名曰“松风阁”，是一座依山而建的仿走马楼式建筑，面阔9间，屋顶为重檐式，铺以蓝色琉璃瓦。纪念馆于1931年起建造，由美国建筑师茂非按中国传统的民族建筑形式设计，造价21.5万元。1933年完工后正式定名“革命纪念馆”。
这幢二层楼建筑，高10米，东西长41.7米，南北宽19.7米，为钢筋水泥仿木结构仿中国传统古建筑形式。外有回廊，楼下为9间，中为穿堂，上面是走马楼式的楼屋。上下遍设架柜，供陈列阵亡将士遗物或举办展览。这里原是明代灵谷寺律堂的旧址，清代毁后改建为观音殿，咸丰年间又毁。

### 纪念塔

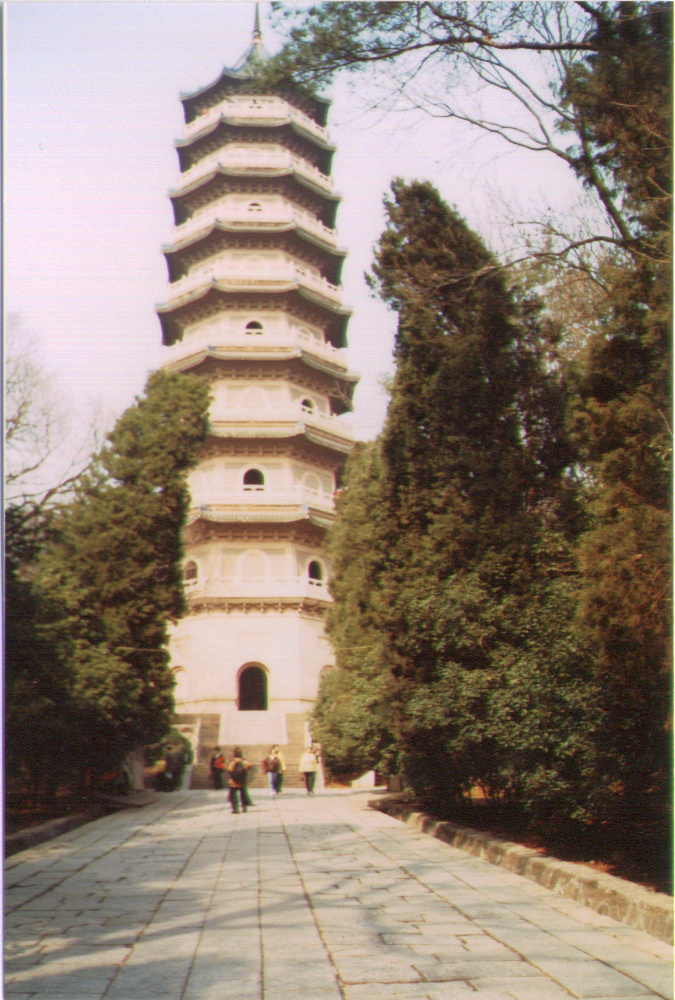
灵谷塔

国民革命军阵亡将士纪念塔是公墓的最北端，塔高60米，九层八面，钢筋水泥和苏州花岗石混合构筑，底层直径14米，向上逐层缩小，顶层直径9米，每层都以绿色琉璃瓦做披檐，外有走廊，围以石栏，便于游人凭栏赏景。建于1931年至1933年，造价35.5万元。由美国著名建筑师亨利·墨菲与中国建筑师董大酉设计、工程師劉寶鍔主責監理施工。塔内正中有螺旋型扶梯直上九层，共252级。
塔外壁刻蒋中正题书的“精忠报国”四个大字和由他撰写的《遗阡表》，还刻有黄埔军校同学录序。塔内二至四层和五至八层壁嵌石碑分别刻有孙中山在黄埔军校的开学词和北上前在黄埔军校的告别辞，分别由国民党元老于右任和吴敬恒书写，是一组十分珍贵的文化遗产。
现塔正门横帽上的“灵谷塔”三字是中华人民共和国后中山陵园管理处第一任处长高艺林所书。国民革命军阵亡将士纪念塔现为南京市市级文物保护单位。

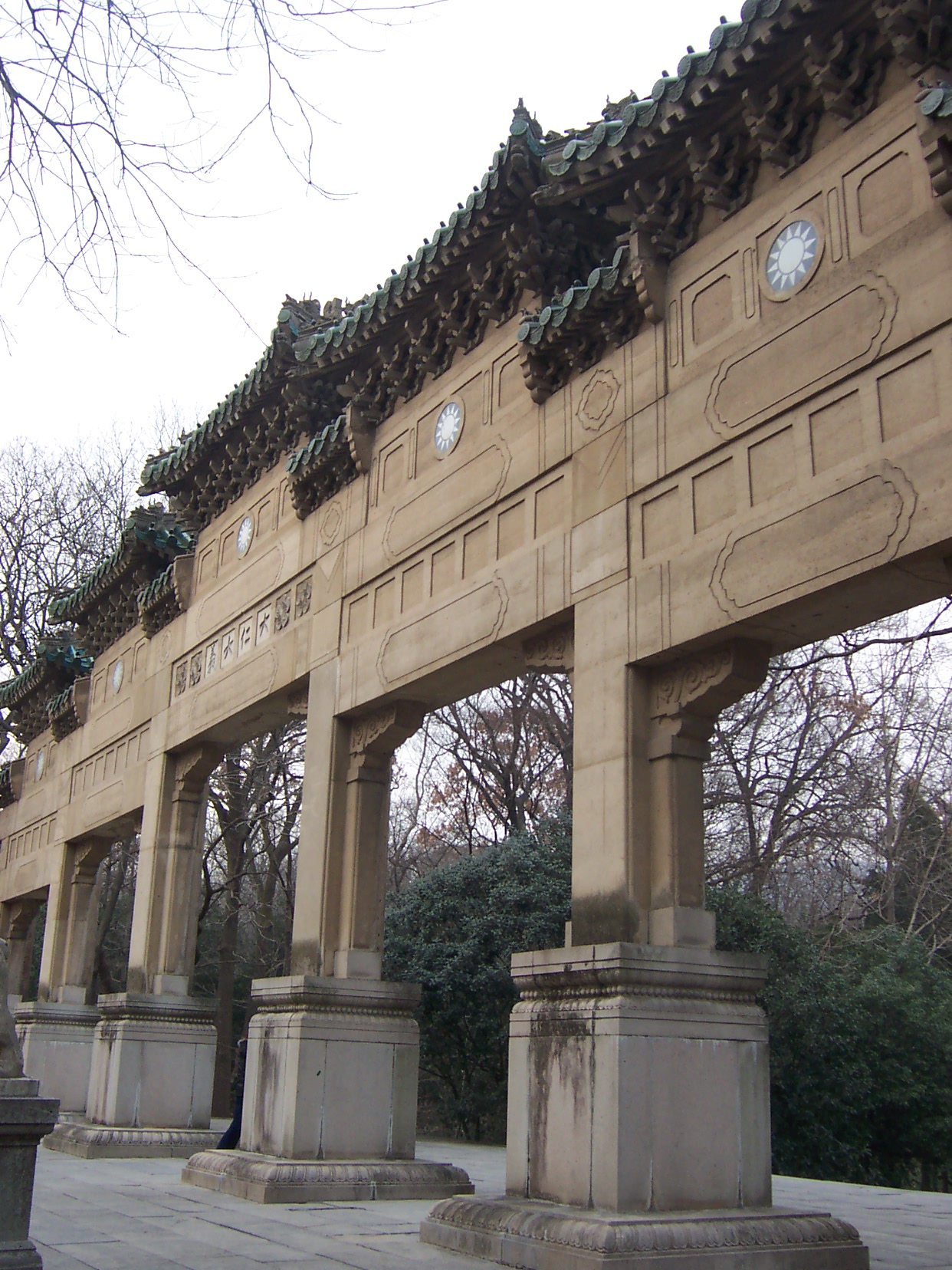
国民革命军阵亡将士公墓牌坊
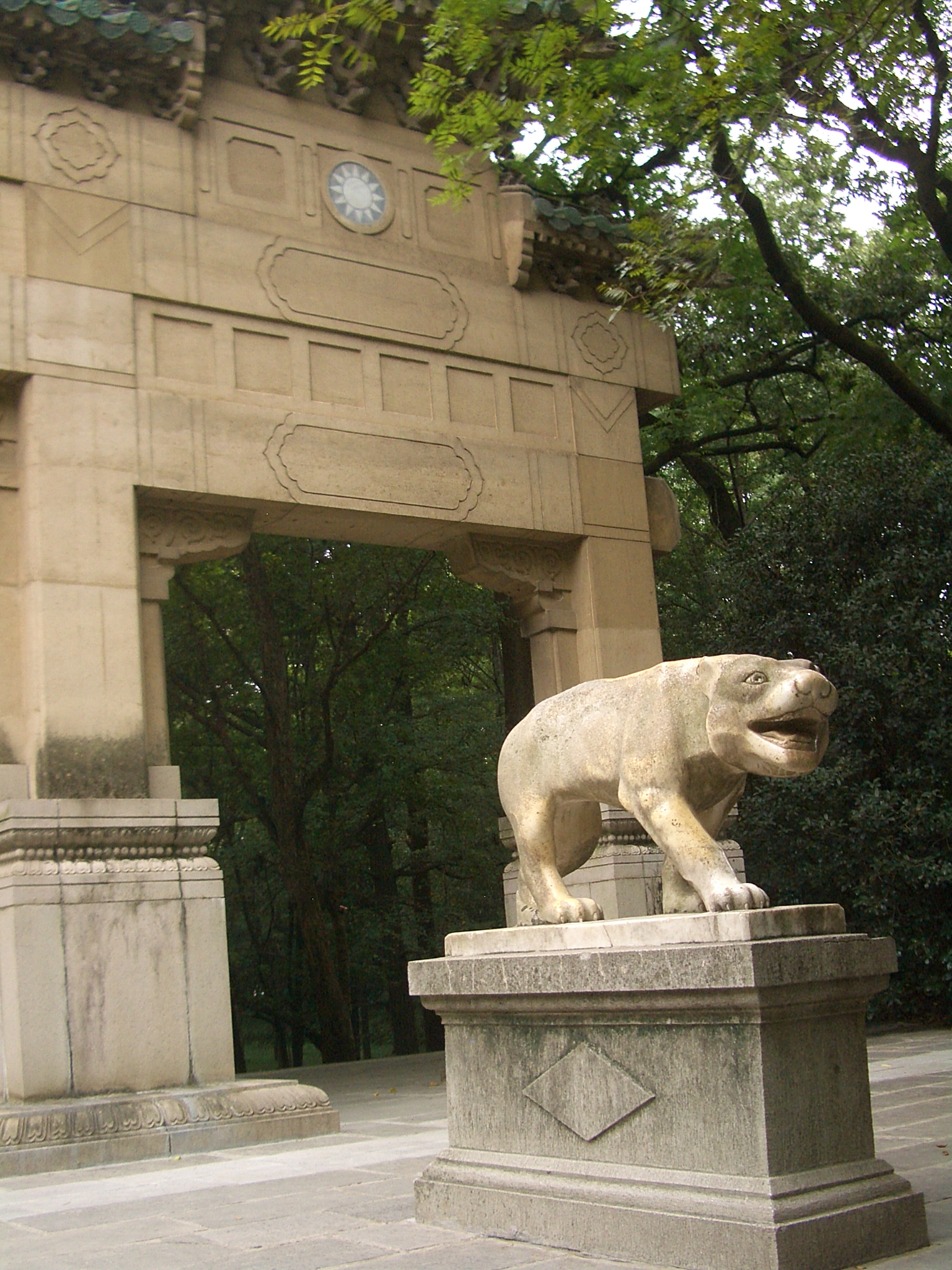
牌坊前的石兽
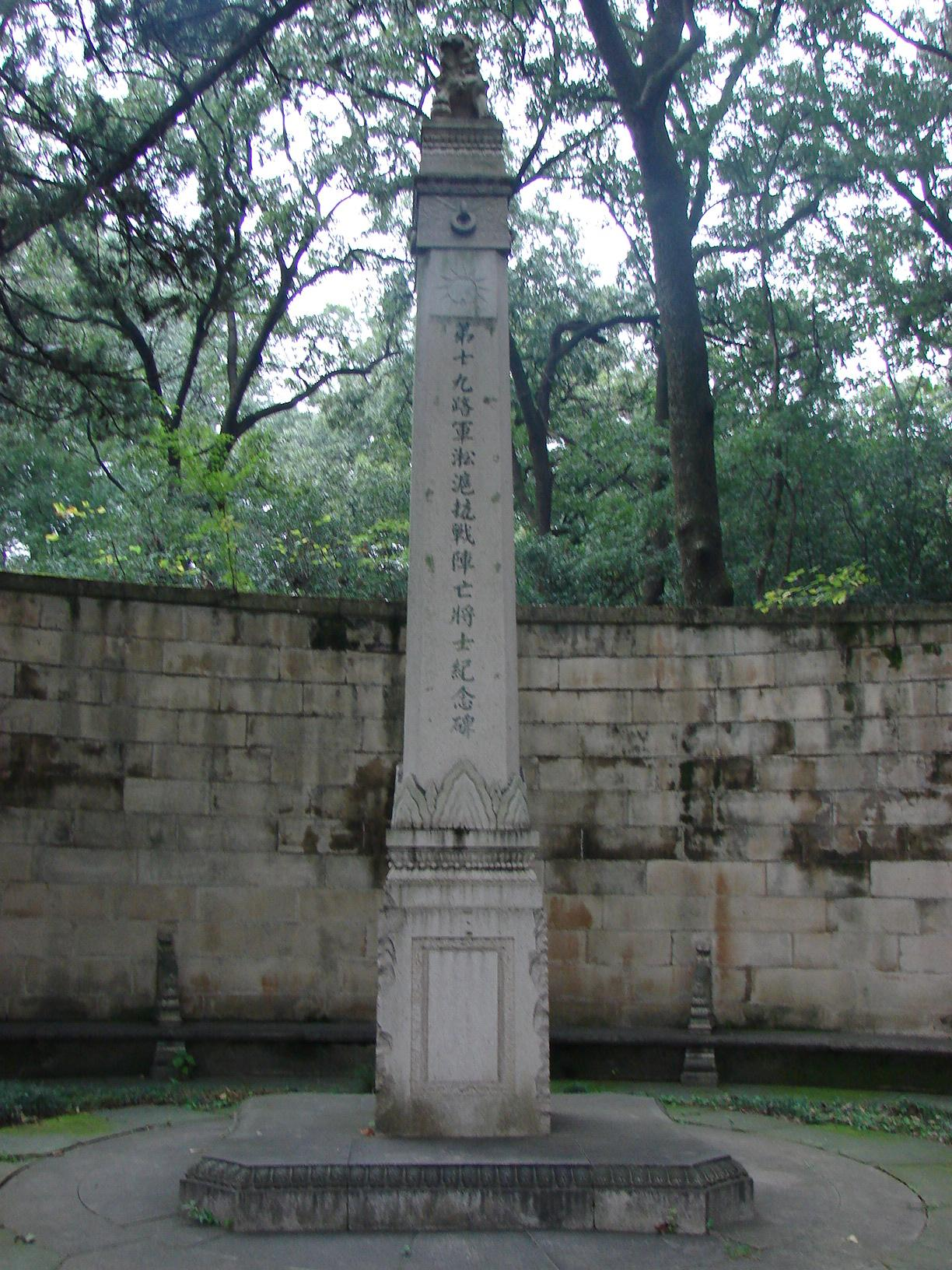
第十九路军淞沪抗战阵亡将士纪念碑
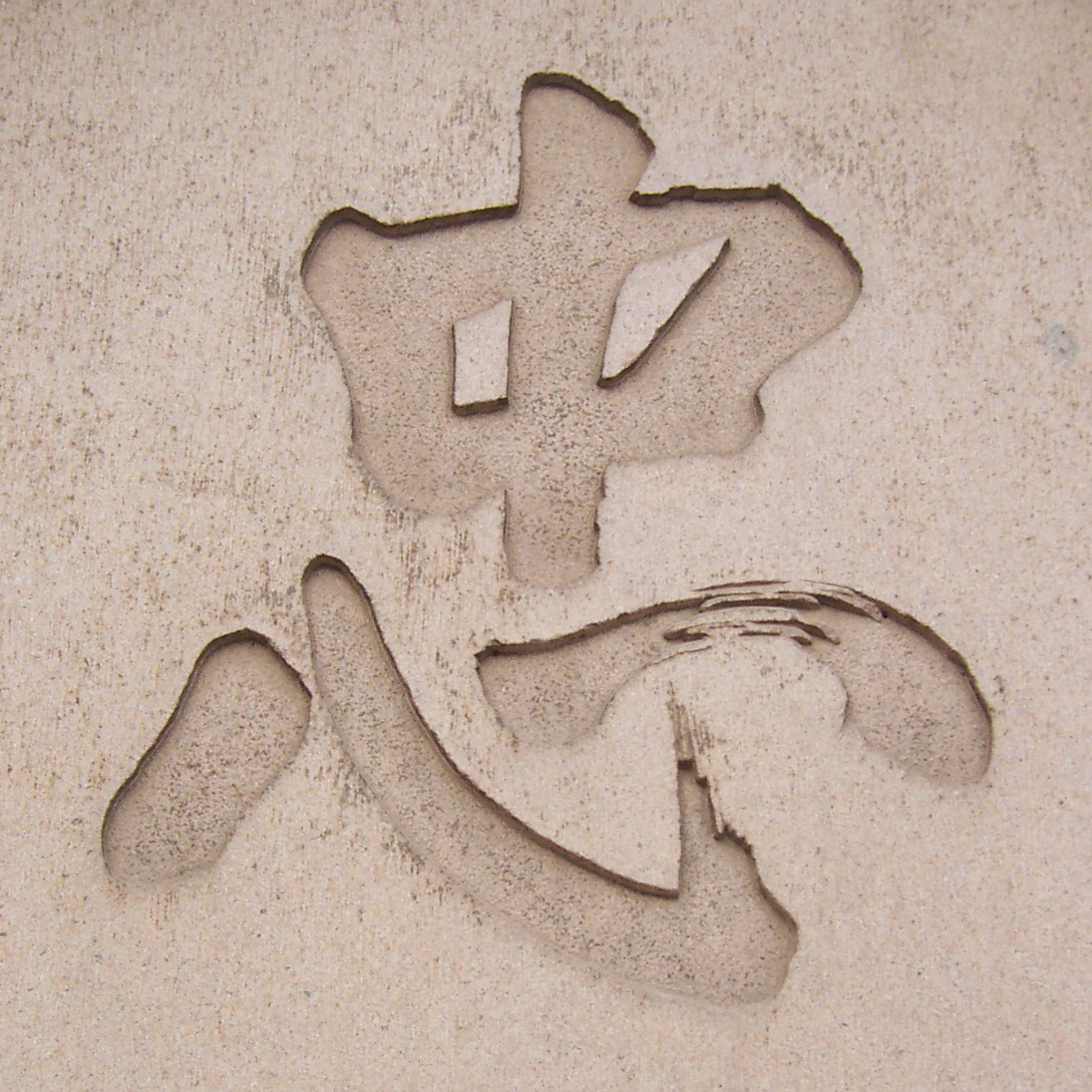
蔣中正手书“精忠报国”之“忠”

## 保护
灵谷塔是近代优秀建筑，灵谷景区的代表性景点。由于年久失修，塔身的结构安全受到危胁；由于塔身逐层收缩的特点，从上层脱落的瓦材碎片及砼表层块，逐层砸向下层屋面，产生连锁性破坏，也影响游人的人身安全；塔身内，外壁的乱涂乱画和油漆剥落脱皮。
2004年5月，南京市中山陵园管理局按照“修旧如旧”的要求，对灵谷寺进行了保护整修，针对屋面琉璃瓦材破损的情况，对破损瓦材及破损花沿滴水更换，清除了以前游人在塔身内、外的乱涂乱画和留言，彩画也采用专门材料进行了修复。整修耗资超过100万元。